# Synowie Ingmara
Synowie Ingmara (szw. Ingmarssönerna)  – szwedzki niemy film dramatyczny z 1919 roku w reżyserii Victora Sjöströma. Film jest pierwszą częścią adaptacji książki Jerozolima (szw. Jerusalem) autorstwa Selmy Lagerlöf wydanej na przełomie lat 1901-1902. Drugą część adaptacji stanowi film Rozbity zegar, którego premiera miała miejsce w następnym roku.

## Główna obsada
- Victor Sjöström – Lill Ingmar Ingmarsson
- Harriet Bosse – Brita
- Tore Svennberg – Stor Ingmar Ingmarsson
- Hildur Carlberg – Marta
- Hjalmar Peters – Ojciec Brity
- Svea Peters – Matka Brity
- Gustaf Ranft – Sędzia
- William Iwarson – Dziekan
- Wilhelm Högstedt – Parobek Sven
- Jenny Tschernichin-Larsson – Kajsa
- Axel Nilsson – Malarz
- Emil Bergendorff